# توماس أ. مكارثي
توماس أ. مكارثي (بالإنجليزية: Thomas A. McCarthy)‏ هو فيلسوف أمريكي، ولد في 1940.